# Hans Lillig
Johannes Georg Lillig (* 2. Februar 1894 in Zittau; † 10. April 1977 ebenda) war ein deutscher Maler und Grafiker in der Oberlausitz.

## Leben und Werk
Lillig studierte von 1911 bis 1914 an der Kunstgewerbeschule Dresden. 1914 schuf er mit weiteren Schülern der Graphischen Abteilung, darunter Pol Cassel und Otto Dix, für das Kostümfest der Schule einen „Bauernballkalender“ mit Farbholzschnitten. Von 1914 bis 1917 nahm Lillig als Soldat am Ersten Weltkrieg teil. Dann arbeitete er als freischaffender Künstler in Zittau. Ab 1920 studierte er noch einmal bei Robert Sterl an der Akademie der Bildenden Künste Dresden. 1920 wurde er Mitglied des Lausitzer Künstlerbundes. In der Zeit des Nationalsozialismus war er Mitglied der Reichskammer der bildenden Künste.
Auch am Zweiten Weltkrieg musste Lillig teilnehmen. Ab 1948 arbeitete er als Dozent an der Volkshochschule in Zittau und leitete volkskünstlerische Zirkel. Zu seinen Schülern gehörte u. a. der spätere Maler Karl Wolfgang Weber (* 1950).
Der Maler Gerhard Richter erzählte, dass er schon früh für Lillig schwärmte, den er als Kind in Waltersdorf kennengelernt hatte, wo dieser für die Schule ein Wandbild schuf, wobei Richter ihm zuschaute.
Lillig war einer der wichtigen Oberlausitzer Künstler des 20. Jahrhunderts.
Bilder Lilligs befinden sich vor allem in den Städtischen Museen Zittau und u. a. in der Galerie Neue Meister Dresden sowie im Kunstfonds des Freistaates Sachsen.
Lillig wurde auf dem Städtischen Friedhof Zittau (Krematoriumsfriedhof) beigesetzt.

## Werke (Auswahl)
- Februarsonne (Öl, 60 × 68 cm, 1927; Galerie Neue Meister Dresden)[5]
- Falkenberg (Öl, 80 × 99,5 cm, 1933; Galerie Neue Meister Dresden)[6]
- Dächer (Öl, 52 × 33 cm)[7]
- Neiße bei Kleinschönau (1946)[8]
- Neues Bauen in Zittau (Öl, 73,5 × 92,5 cm, 1960; Sächsischer Kunstfonds)

## Ausstellungen (mutmaßlich unvollständig)
- 1925: Görlitz, Görlitzer Gedenkhalle („Kunstschau des Lausitzer Künstlerbundes“)
- 1933: Bautzen, („5. Ausstellung der Arbeitsgemeinschaft der Lausitzer Bildenden Künstler“; mit sechs Bildern)[9]
- 1934: Dresden, Sächsische Kunstausstellung
- 1934: Dresden, Brühlsche Terrasse (Sächsische Aquarell-Ausstellung)
- 1937: Leipzig, Grassi-Museum, Kunstausstellung des Hilfswerks für die deutsche bildende Kunst in der NS-Volkswohlfahrt

- 1948: Bautzen, Stadtmuseum („2. Jahresausstellung Lausitzer bildende Künstler“)[10]
- 1949: Görlitz, Aula der 10. Grundschule („3. Jahresausstellung Lausitzer Bildender Künstler“)[11]

### Postum
- 2014: Zittau, Städtische Museen („Ein Zittauer Kunstpapst? Der Maler Hans Lillig und seine Zeitgenossen.“)
- 2015: Zittau, Kulturhistorisches Museum Franziskanerkloster („Mitten im Krieg. Lausitzer Künstler in den beiden Weltkriegen.“)